# زیردریایی فوریت (کیو۱۹۵)
زیردریایی فوریت (کیو۱۹۵) (به انگلیسی: French submarine Favorite (Q195)) یک زیردریایی است که طول آن ۷۳٫۵ متر (۲۴۱ فوت) می‌باشد. این زیردریایی در سال ۱۹۳۸ ساخته شد.